# 雷·傑克森
雷·傑克森（英語：Ray Jackson，1973年11月13日—）是美國前籃球運動員。最出名事蹟的是成為密西根五虎的成員之一，與克里斯·韋伯、賈倫·羅斯、朱萬·霍華德和吉米·金五位大一生一起打入了NCAA的總決賽。雷·傑克森和吉米·金是五虎中僅有的兩名在密西根大學打滿四年的球員。傑克森在大四的時，場均得到近16分的全隊最高分。
傑克森是五虎中唯一一個沒有進入NBA的球員。曾在法國跟阿根廷打過球。